# Otton z Fryzyngi
Otton z Fryzyngi, właśc. Otto von Freising (ur. ok. 1111, zm. 22 września 1158 w opactwie Morimond) – niemiecki biskup rzymskokatolicki, kronikarz.
Był synem margrabiego Austrii Leopolda III Świętego i jego żony Agnieszki von Waiblingen. W 1132 albo 1133 Otton wstąpił do zakonu cystersów w Morimond i po pięciu latach został opatem. W tym samym czasie został mianowany biskupem Fryzyngi. Miał wpływ na politykę swojego przyrodniego brata Konrada III Hohenstaufa i siostrzeńca Fryderyka I Barbarossę. W 1147 roku wziął udział w II wyprawie krzyżowej. Zmarł 22 września 1158 w opactwie Morimond.
Był autorem kronik „Chronica sive historia de duabus civitatibus” i „Gesta Friderici”, gdzie rozwinął koncepcje św. Augustyna.